# Time and Place
A Time and Place egy   2005-ös reggae album  Lutan Fyah-tól.

## Számok
1. Dont Waste Your Time feat. Yami Bolo
2. No More War
3. Fire In The Barn
4. As Long As Life Lasts
5. Speak Softly
6. Time And Place
7. Stress Free
8. Upliftment feat. Jah Dan
9. Rise And Shine
10. She's Like The Rainbow
11. Streets Of The Ghetto
12. Woman Of Principle
13. Joy Within Myself
14. Ithio First
15. Love Is The Only Absolute